# Kelsey Plum
Kelsey Plum est une basketteuse américaine née le 24 août 1994 à Poway (Californie). Plum a joué au basket-ball pour l'équipe universitaire des Huskies de Washington. Elle est sélectionnée en première position lors de la draft WNBA 2017 par les Stars de San Antonio.
Le 4 mars 2023, la joueuse s’est mariée à Darren Waller, joueur de football américain.

## Biographie

### Jeunesse
Kelsey Plum est la fille de Katie et Jim Plum. Sa mère était une joueuse de volleyball à l'université pour l'équipe des Aggies de l'UC Davis, son père a joué au football et au baseball à l'université pour l'équipe des Aztecs de San Diego State.
Kelsey a d'abord joué au volley-ball, excellant dans le système junior de volley-ball américain, mais quand est venu le temps d'aller au lycée, elle a choisi La Jolla Country Day School plutôt que Poway High School, où ses sœurs avaient fréquenté, et Plum a choisi le basket-ball plutôt que le volley-ball. La Jolla Country Day School est l'endroit où Candice Wiggins a joué pendant ses années de lycée.
En high school, Plum inscrit un total de 2 247 points soit 19,9 points de moyenne, prend 677 rebonds et réussit 381 passes décisives ainsi que 370 interceptions. Le bilan de son équipe est de 103 victoires pour 22 défaites, pour quatre titres de secteurs et le titre de champion d’État pour la 4e division CIF.

### Carrière universitaire

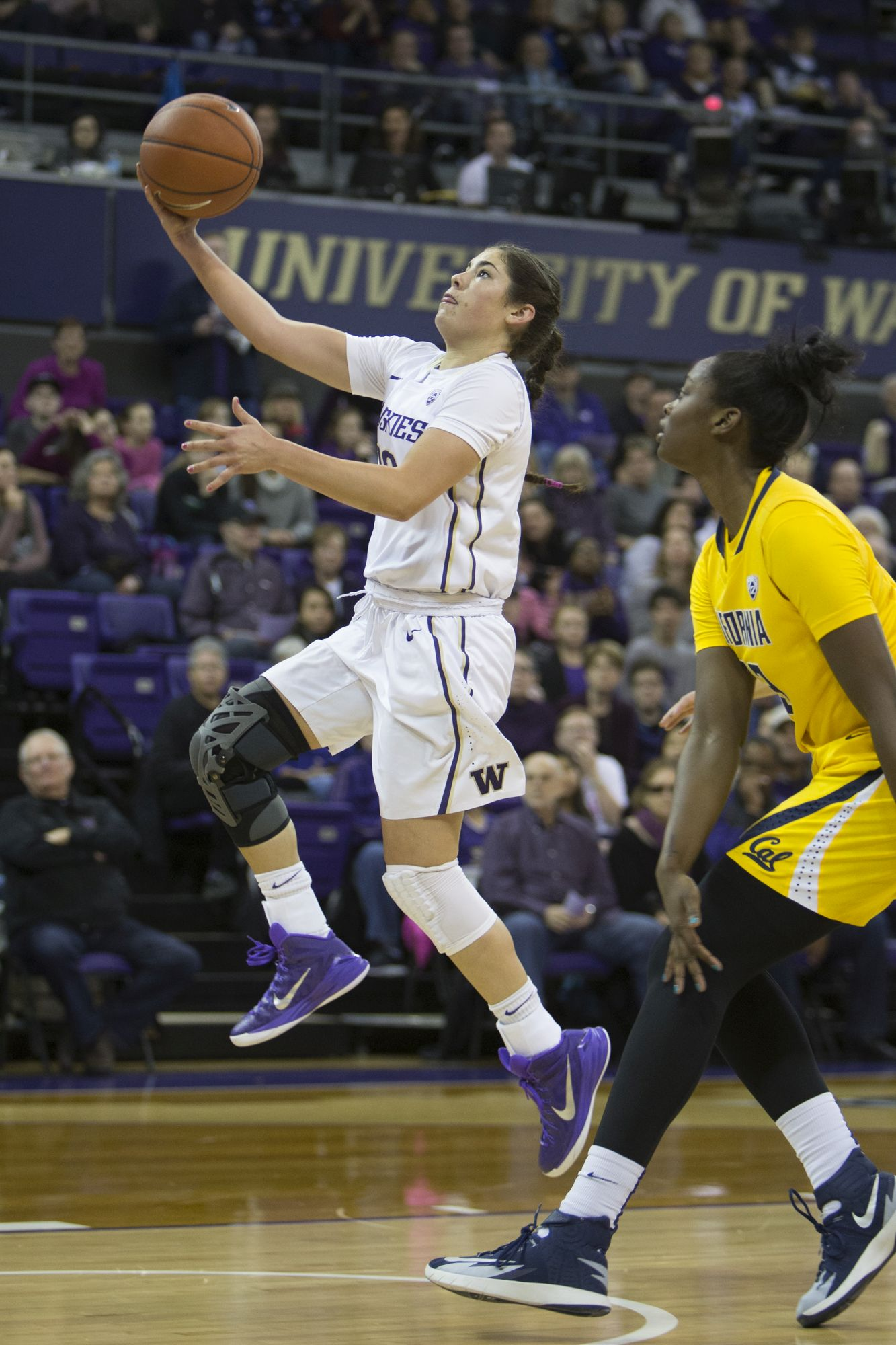
Kelsey Plum en 2015

Après ses années lycée, Plum choisit de jouer pour l'équipe universitaire des Huskies de Washington, après avoir envisagé de jouer pour les universités du Maryland, de la Virginie sur la côte Est, de Cal, Gonzaga, de l'Oregon et de Washington sur la côte Ouest.
Plum conclut sa carrière universitaire avec 3 527 points, dont 1 109 points en senior, établissant les records historiques en carrière et sur une saison pour toute la NCAA, effaçant les performances de Jackie Stiles (Missouri State) d'il y a seize ans. Elle bat également le record en carrière de lancers francs datant d'il y trente-trois ans avec 912 lancers réussis.
Le 9 mars 2017, elle inscrit 57 points (19 tirs sur 28, dont 6 sur 11 à trois points et 13 sur 16 aux lancers francs) pour porter son total en carrière à 3 397 points pour surpasser les 3 393 points de Stiles.

#### Freshman
Au cours de sa première année, Plum a établi six records de première année à Washington. Son total de points marqués (695) était le plus élevé jamais enregistré par un étudiant de première année, et son seul match de 38 points est un record de première année. Elle a remporté les honneurs de première année de la conférence Pac-12. Elle finit avec une moyenne de 21 points par match pendant la saison régulière.

### Carrière professionnelle
Ses débuts en WNBA se révèlent difficiles avec des statistiques faibles (une moyenne de 14 minutes de jeu à fin juin, le plus faible depuis Janel McCarville en 2005), une complémentarité difficile avec Moriah Jefferson et Kayla McBride et de longues séries de défaites pour les Stars. Début août, les Stars enregistrent enfin trois victoires consécutives et réussit un record personnel de 23 points (7 tirs réussi sur 15 dont 5 sur 8 à trois points, 4 passes décisives, 1 contre et 1 interception), dont un panier primé vers la fin de la prolongation, pour une victoire face au Storm de Seattle. Elle figure dans le meilleur cinq de rookies 2017.
Pour 2017-2018, elle joue en Turquie avec Fenerbahçe où elle remporte le titre national face à Yakin Dogu où joue son équipière en WNBA Kayla McBride. Elle prolonge son contrat pour une saison supplémentaire.
Lors de la saison WNBA 2018, son entraîneur Bill Laimbeer dit qu'elle s'est imposée en WNBA après une première saison hésitante.
Elle est sacrée championne de WNBA avec les Aces de Las Vegas le 18 septembre 2022.
En janvier 2025, Plum quitte les Aces et rejoint les Sparks de Los Angeles dans un échange impliquant Jewell Loyd.

### Équipe nationale
Elle est sacrée championne du monde lors du championnat du monde U19 de 2013 avec les États-Unis.
Plum est membre de la sélection américaine qui remporte la Coupe du monde 2018 en enchaînant six rencontres sans défaite en Espagne.
Elle est membre de l'équipe américaine de basket-ball à trois qui dispute les Jeux olympiques de Tokyo.
Plum est membre de l'équipe américaine qui remporte les Jeux olympiques de Paris.

## Statistiques

### États-Unis

#### Université
| Gras/Meilleures performances |

| Saison                    | Équipe                    | MJ  | M5  | Min   | %T    | %3   | %LF  | Rb  | PD  | Int | Ctr | BP  | F   | Pts   |
| ------------------------- | ------------------------- | --- | --- | ----- | ----- | ---- | ---- | --- | --- | --- | --- | --- | --- | ----- |
| 2013-2014                 | Huskies de Washington     | 34  | 34  | 37,3  | 39,3  | 36,7 | 84,6 | 4,7 | 2,7 | 0,1 | 1,0 | 2,9 | 2,7 | 20,9  |
| 2014-2015                 | Huskies de Washington     | 33  | 33  | 36,8  | 43,2  | 39,9 | 89,6 | 3,7 | 3,3 | 0,2 | 1,5 | 2,8 | 2,6 | 22,6  |
| 2015-2016                 | Huskies de Washington     | 37  | 37  | 38,2  | 40,5  | 33,3 | 89,0 | 3,7 | 4,2 | 0,2 | 1,6 | 4,3 | 2,1 | 25,9  |
| 2016-2017                 | Huskies de Washington     | 35  | 35  | 37,2  | 52,9  | 42,8 | 88,7 | 5,1 | 4,8 | 0,2 | 1,4 | 2,5 | 2,0 | 31,7  |
| Total : moyenne par match | Total : moyenne par match |     |     | 37,4  | 44,3  | 38,2 | 88,0 | 4,3 | 3,8 | 0,2 | 0,7 | 3,1 | 2,3 | 25,4  |
| Totaux                    | Totaux                    | 139 | 139 | 5 196 | 1 136 | 343  | 912  | 596 | 523 | 198 | 30  | 436 | 323 | 3 527 |

### WNBA
Saison régulière
| Sixième femme de l'année | Championne WNBA | Gras/Meilleures performances |

| Saison        | Équipe               | MJ  | M5  | Min  | %T   | %3   | %LF  | Rb  | PD  | Int | Ctr | BP  | F   | Pts  |
| ------------- | -------------------- | --- | --- | ---- | ---- | ---- | ---- | --- | --- | --- | --- | --- | --- | ---- |
| 2017          | Stars de San Antonio | 31  | 23  | 22,9 | 34,6 | 36,5 | 87,0 | 1,9 | 3,4 | 0,5 | 0,1 | 2,5 | 1,8 | 8,5  |
| 2018          | Aces de Las Vegas    | 31  | 27  | 25,5 | 46,7 | 43,9 | 87,5 | 2,4 | 4,0 | 0,8 | 0,2 | 1,2 | 2,1 | 9,5  |
| 2019          | Aces de Las Vegas    | 34  | 30  | 25,5 | 36,5 | 36,0 | 87,2 | 2,9 | 3,0 | 0,8 | 0,1 | 1,6 | 2,2 | 8,6  |
| 2021          | Aces de Las Vegas    | 26  | 0   | 25,6 | 43,7 | 38,6 | 94,4 | 2,5 | 3,6 | 1,0 | 0,0 | 1,7 | 2,2 | 14,8 |
| 2022          | Aces de Las Vegas    | 36  | 36  | 32,8 | 46,0 | 42,0 | 83,9 | 2,7 | 5,1 | 1,0 | 0,1 | 2,6 | 2,5 | 20,2 |
| 2023          | Aces de Las Vegas    | 39  | 39  | 32,4 | 47,5 | 38,9 | 91,2 | 2,4 | 4,5 | 1,1 | 0,0 | 2,1 | 2,4 | 18,7 |
| Total         | Total                | 197 | 155 | 27,8 | 43,5 | 39,7 | 88,6 | 2,5 | 4,0 | 0,9 | 0,1 | 2,0 | 2,2 | 13,7 |
| All-Star Game | All-Star Game        | 2   | 1   | 22,0 | 65,7 | 52,4 | 100  | 1,5 | 4,0 | 0,0 | 0,0 | 2,0 | 0,0 | 30,0 |

Playoffs
| Championne WNBA | Gras/Meilleures performances |

| Saison | Équipe            | MJ | M5 | Min  | %T   | %3   | %LF  | Rb  | PD  | Int | Ctr | BP  | F   | Pts  |
| ------ | ----------------- | -- | -- | ---- | ---- | ---- | ---- | --- | --- | --- | --- | --- | --- | ---- |
| 2019   | Aces de Las Vegas | 5  | 3  | 35,0 | 49,2 | 52,9 | 100  | 4,8 | 7,8 | 0,2 | 0,0 | 3,0 | 3,8 | 15,2 |
| 2021   | Aces de Las Vegas | 5  | 0  | 28,8 | 47,1 | 38,7 | 90,9 | 2,0 | 3,4 | 1,0 | 0,0 | 2,4 | 2,2 | 19,6 |
| 2022   | Aces de Las Vegas | 10 | 10 | 33,3 | 40,9 | 28,6 | 89,1 | 3,9 | 3,8 | 0,9 | 0,0 | 1,9 | 2,2 | 17,1 |
| 2023   | Aces de Las Vegas | 9  | 9  | 36,8 | 41,7 | 40,3 | 87,5 | 3,2 | 3,8 | 1,3 | 0,0 | 3,1 | 2,4 | 17,1 |
| Total  | Total             | 29 | 22 | 33,9 | 43,5 | 37,1 | 89,7 | 3,5 | 4,4 | 0,9 | 0,0 | 2,6 | 2,6 | 17,6 |

### Europe

#### Euroligue
| Saison    | Équipe               | Matchs | Titul. | Min./m | % Tir | % 3pts | % LF | Rbds/m. | Pass/m. | Int/m. | Ctr/m. | Pts/m. |
| --------- | -------------------- | ------ | ------ | ------ | ----- | ------ | ---- | ------- | ------- | ------ | ------ | ------ |
| 2017-2018 | Fenerbahçe İstanbul  | 17     | -      | 22,1   | 33,8  | 36,9   | 77,2 | 1,7     | 2,1     | 0,8    | 0,0    | 8,5    |
| 2018-2019 | Fenerbahçe İstanbul  | 16     | -      | 28,1   | 45,5  | 39,7   | 93,2 | 2,2     | 2,8     | 1,1    | 0,0    | 16,0   |
| 2021-2022 | Galatasaray İstanbul | 4      | -      | 36,5   | 32,8  | 16,6   | 86,6 | 6,5     | 2,7     | 1,0    | 0,0    | 15,7   |
| Total     | Total                | 37     | -      | 28,9   | 37,3  | 31,0   | 85,6 | 3,4     | 2,5     | 0,9    | 0,0    | 13,4   |

Dernière mise à jour : 20 septembre 2022

## Palmarès et distinctions

### Palmarès

#### En équipe nationale
- Médaille d’or de la Coupe du monde 2018[16]
- Médaille d'or aux Jeux olympiques d'été de 2020 en basket à trois[19].
- Médaille d’or de la Coupe du monde 2022
- Médaille d’or aux Jeux olympiques d'été de 2024

#### WNBA
- 2× Championne WNBA en 2022 [20] et 2023

#### Europe
- Championne de Turquie 2018[12]

### Distinctions personnelles

#### En WNBA
- Meilleure sixième femme de la WNBA en 2021
- MVP WNBA All-Star Game en 2022
- Sélection aux WNBA All-Star Game en 2022
- All-WNBA First Team en 2022
- All-Rookie Team en 2017[10]
- joueuse du mois en septembre 2021
- 3× joueuse de la semaine

#### En NCAA
- Honda Sport Award (2017)
- John R. Wooden Award (2017)
- Wade Trophy (2017)
- Nancy Lieberman Award (2017)
- Naismith College Player of the Year (2017)
- Ann Meyers Drysdale Player of the Year (2017)
- Dawn Staley Award (2017)
- AP Player of the Year (2017)
- espnW Player of the Year (2017)
- NCAA all-time women's basketball leading scorer (2017)
- CalHiSports Ms. Basketball (2013)
- WBCA High School All-American (2013)
- McDonald's All-American (2013)

## Records en WNBA

### Records sur une rencontre
Les records personnels de Kelsey Plum en WNBA sont les suivants :
| Type de statistique        | Saison régulière | Saison régulière                       | Saison régulière                       | Playoffs | Playoffs              | Playoffs          |
| Type de statistique        | Record           | Adversaire                             | Date                                   | Record   | Adversaire            | Date              |
| -------------------------- | ---------------- | -------------------------------------- | -------------------------------------- | -------- | --------------------- | ----------------- |
| Points                     | 37               | Valkyries de Golden State 17 main 2025 | Valkyries de Golden State 17 main 2025 | 25       | 2 fois                | 2 fois            |
| Paniers marqués            | 11               | Liberty de New York                    | 15 juin 2021                           |          |                       |                   |
| Paniers tentés             | 22               | Lynx du Minnesota                      | 19 juin 2022                           |          |                       |                   |
| Paniers à 3 points réussis | 5                | 9 fois                                 | 9 fois                                 | 3        | 6 fois                | 6 fois            |
| Paniers à 3 points tentés  | 11               | 2 fois                                 | 2 fois                                 | 8        | Mercury de Phoenix    | 1er octobre 2021  |
| Lancers francs réussis     | 9                | Sparks de Los Angeles                  | 28 juin 2022                           | 6        | Mercury de Phoenix    | 29 septembre 2021 |
| Lancers francs tentés      | 11               | Sparks de Los Angeles                  | 28 juin 2022                           | 7        | Mercury de Phoenix    | 29 septembre 2021 |
| Rebonds offensifs          | 3                | Mercury de Phoenix                     | 7 juillet 2017                         | 1        | 4 fois                | 4 fois            |
| Rebonds défensifs          | 8                | Sparks de Los Angeles                  | 29 juin 2018                           | 6        | 3 fois                | 3 fois            |
| Rebonds totaux             | 9                | Sparks de Los Angeles                  | 29 juin 2018                           | 7        | 2 fois                | 2 fois            |
| Passes décisives           | 13               | Dream d'Atlanta                        | 7 août 2018                            | 10       | Mystics de Washington | 19 septembre 2019 |
| Interceptions              | 6                | Mystics de Washington                  | 26 juin 2022                           | 2        | Mercury de Phoenix    | 3 octobre 2021    |
| Contres                    | 1                | 16 fois                                | 16 fois                                | -        |                       |                   |
| Balles perdues             | 7                | Sparks de Los Angeles                  | 22 août 2017                           | 5        | Mystics de Washington | 19 septembre 2019 |
| Minutes jouées             | 40               | 2 fois                                 | 2 fois                                 | 40       | Mystics de Washington | 24 septembre 2019 |

- Double-double : 3

Dernière mise à jour : 27 juillet 2022

## Revenus

### Salaires
| Année       | Équipe    | Salaire   |
| ----------- | --------- | --------- |
| 2020        | Las Vegas | 68 000 $  |
| 2021        | Las Vegas | 175 000 $ |
| 2022        | Las Vegas | 180 250 $ |
| Total Gains |           | 423 250 $ |